# Archangel (jeu vidéo, 2002)
Pour les articles homonymes, voir Archangel.
Archangel est un jeu vidéo de type action-RPG développé par Metropolis Software et édité par JoWooD Productions, sorti en 2002 sur Windows.

## Accueil
- Jeux vidéo Magazine : 8/20[1]